# Timmins
Timmins – miasto (city / cité) w Kanadzie, w północno-wschodnim Ontario, w dystrykcie Cochrane.
Europejskie osadnictwo na większą skalę zaczęło się na początku XX wieku wskutek odkrycia w rejonie złota przez Noah Timminsa. Później odkryto złoża srebra, cynku, miedzi oraz niklu. Do dziś wydobycie metali jest głównym zajęciem mieszkańców miasta. Ponadto Timmins jest ważnym ośrodkiem administracyjnym dla północno-wschodniego Ontario. W mieście rozwinął się przemysł drzewny oraz papierniczy.
Liczba mieszkańców Timmins wynosi 42 997. Język angielski jest językiem ojczystym dla 53,9%, francuski dla 38,6% mieszkańców (2006).

## Powiązania muzyczne
Najsławniejszą mieszkanką Timmins jest piosenkarka country, Shania Twain, która wychowywała się w mieście.
Nowa popularna kanadyjska piosenkarka i autorka piosenek, tym razem gatunku synth pop, Lights (Valerie Poxleitner), urodziła się w Timmins.
Wokalistka Margo Timmins, która z jej dwojga braćmi i jednym długo zrzeszonym lecz nie spokrewnionym muzykiem stanowi od wielu lat zespół muzyczny Cowboy Junkies, jest prawnuczką Noah Timmins, poczukiwacza złota, który ustanowił to miasto.